# Alberto Cardaccio
Alberto Cardaccio (1949. augusztus 26. – 2015. január 28.) válogatott uruguayi labdarúgó, középpályás.

## Pályafutása

### Klubcsapatban
1970 és 1974 között a Danubio labdarúgója volt. 1974-ben az argentin Racing játékosa lett, ahol egy szezont töltött el. 1975 és 1982 között Mexikóban játszott hét idényen át. Az Unión de Curtidores csapatánál kettő, az Atlasnál és a Puebla együtteseinél egy-egy, majd a Monterrey-nél négy szezonon keresztül szerepelt. 1982-ben fejezte be az aktív labdarúgást.

### A válogatottban
1972 és 1974 között 19 alkalommal szerepelt az uruguayi válogatottban. Részt vett az 1974-es NSZK-beli világbajnokságon.